# Спратли
Спратли (на виетнамски: Quần Đảo Trường Sa; на китайски: 南沙群島, Наншацюндао; на тагалог: Kapuluan ng Kalayaan; на малайски: Kepulauan Spratly) са група острови и рифове в Южнокитайско море, за които съществува териториален спор между няколко държави. Архипелагът е разположен между Филипините, Малайзия и Виетнам. Наименуван е в чест на британския капитан на китоловен кораб Ричард Спартли, който забелязва остров Спартли през 1843 г. Островите имат по-малко от 2 km2 естествена площ, разпределена върху акватория от над 425 000 km2.
Местоположението на архипелага в тази част на Югоизточна Азия го прави стратегически и сложен за управление. Островите нямат коренно население, но предоставят богати на риба води и съдържат значителни находища на нефт и природен газ и като такива са важни за претендентите, които искат да установят границите си там. Някои острови имат граждански селища, но от около обитаеми 45 острова, всички съдържат военни здания, заети от военни части на Малайзия, Тайван, Китай, Филипините и Виетнам. Освен това Бруней има претенции за изключителна икономическа зона в югоизточната част на Спратли.

## География и икономика
Към 1939 г. островите Спратли са обитавани основно от морски птици. Макар те да са съставени от 18 естествени острова, според китайски източник от 1986 г., те са съставени от 14 острова, 6 насипа, 113 потопени рифа, 35 подводни насипа и 21 подводни плитчини.
Североизточната част на архипелага се характеризира с много ниски острови, потопени рифове и снижени атоли с корали, които често стърчат от океанските дълбини и правят плаването в тези води опасно. Всичките острови са с подобно естество: те са насипни пясъчни острови, образувани от стари понижени или потопени коралови рифове.
Островите нямат почти никаква обработваема земя, нямат коренно население и много малко от тях имат постоянни източници на питейна вода.
Всички естествени острови (и някои от рифовете) са окупирани от: Филипините (7 острова и 3 рифа), Тайван (1 остров и 1 риф), Виетнам (6 острова, 16 рифа и 6 насипа) и Малайзия (7 рифа). Природните им ресурси включват риба, гуано, нефт и природен газ. През и около архипелага преминават няколко важни плавателни пътища.
През 1987 г. Китай основава малка военно постройка на рифа Йонгшу под претекст, че строи станция за измерване на морското равнище с мареограф. След смъртоносна схватка с виетнамските военноморски сили, Китай създава военни съоръжения на още рифове в района на филипинските и виетнамските острови, което води до повишаване на напрежението между тези държави и Китай покрай статута на собственост на тези рифове.
Общата площ на естествените острови в архипелага е 177 ha.
| #  | Остров         | Атол          | Площ (ha) | Местоположение                                                  | Владение на |
| -- | -------------- | ------------- | --------- | --------------------------------------------------------------- | ----------- |
| 1  | Иту Аба        | Тизард        | 46,00     | 10°23′ с. ш. 114°21′ и. д. / 10.383333° с. ш. 114.35° и. д.     | Тайван      |
| 2  | Тхиту          | Тхиту         | 37,20     | 11°03′ с. ш. 114°17′ и. д. / 11.05° с. ш. 114.283333° и. д.     | Филипини    |
| 3  | Уест Йорк      | Уест Йорк     | 18,60     | 11°05′ с. ш. 115°01′ и. д. / 11.083333° с. ш. 115.016667° и. д. | Филипини    |
| 4  | Спратли        | Спратли       | 13,00     | 8°38′ с. ш. 111°55′ и. д. / 8.633333° с. ш. 111.916667° и. д.   | Виетнам     |
| 5  | Нортийст       | Норт Дейнджър | 12,70     | 11°28′ с. ш. 114°21′ и. д. / 11.466667° с. ш. 114.35° и. д.     | Филипини    |
| 6  | Нортуест       | Норт Дейнджър | 12,00     | 11°26′ с. ш. 114°20′ и. д. / 11.433333° с. ш. 114.333333° и. д. | Виетнам     |
| 7  | Син Кау        | Юниън         | 08,00     | 9°52′ с. ш. 114°19′ и. д. / 9.866667° с. ш. 114.316667° и. д.   | Виетнам     |
| 8  | Наншан         | Наншан        | 07,93     | 10°45′ с. ш. 115°49′ и. д. / 10.75° с. ш. 115.816667° и. д.     | Филипини    |
| 9  | Санд           | Тизард        | 07,00     | 10°23′ с. ш. 114°28′ и. д. / 10.383333° с. ш. 114.466667° и. д. | Виетнам     |
| 10 | Лоаита         | Лоаита        | 06,45     | 10°40′ с. ш. 114°25′ и. д. / 10.666667° с. ш. 114.416667° и. д. | Филипини    |
| 11 | Суолоу         | Суолоу        | 06,20     | 7°22′ с. ш. 113°50′ и. д. / 7.366667° с. ш. 113.833333° и. д.   | Малайзия    |
| 12 | Намийт         | Тизард        | 05,30     | 10°11′ с. ш. 114°22′ и. д. / 10.183333° с. ш. 114.366667° и. д. | Виетнам     |
| 13 | Амбойна        | Амбойна       | 01,60     | 7°51′ с. ш. 112°55′ и. д. / 7.85° с. ш. 112.916667° и. д.       | Виетнам     |
| 14 | Гриърсън       | Юниън         | 01,60     | 9°51′ с. ш. 114°29′ и. д. / 9.85° с. ш. 114.483333° и. д.       | Виетнам     |
| 15 | Уест Лондон    | Лондон        | 01,10     |                                                                 | Виетнам     |
| 16 | Сентръл Лондон | Лондон        | 00,88     |                                                                 | Виетнам     |
| 17 | Флат           | Наншан        | 00,57     | 10°49′ с. ш. 115°49′ и. д. / 10.816667° с. ш. 115.816667° и. д. | Филипини    |
| 18 | Ланкиам        | Лоаита        | 00,44     | 10°43′ с. ш. 114°32′ и. д. / 10.716667° с. ш. 114.533333° и. д. | Филипини    |

## Флора и фауна
Растителността на островите е оскъдна. По-големите могат да издържат тропически гори и храстови гори. Трудно е да се определени кои видове са били внесени или отгледани от хората. Иту Аба е бил покрит с храсти, кокосови палми и мангрови гори към 1938 г. Ананасът е бил отглеждан там, когато е бил доходен. Според други сведения, на острова са растели папая, банан и дори бяла праскова. На някои острови, които са били развивани като курорти, са били внасяни почва и дървета, които са били засаждани там, където е нямало дървета.
Общо 2927 морски вида обитават водите на архипелага, включително 776 бентални вида, 382 вида твърди корали, 524 вида морска риба, 262 вида водорасли, 35 вида морски птици и 20 вида морски бозайници и водни костенурки. Земната растителност на островите включва 103 вида васкуларни растения от 39 семейства и 79 рода. Островите с растителност предоставят важен хабитат за много морски птици и водни костенурки. Преди островите са били обитавани от достатъчно зелени морски костенурки и ястребоклюни морски костенурки (и двата вида са застрешени), така че да бъдат използвани комерсиално. Според някои сведения, тези видове продължават да гнездят на островите, окупирани от военни части, но броят им да намалява.
Морските птици използват островите за почивка, размножаване и зимуване. Срещат се: ивичест буревестник, червенокрак рибояд, Sula leucogaster, Thalasseus bergii и Gygis alba. Към момента няма много информация относно статута на популациите на морски птици, но е вероятно птиците да се местят към места за гнездене на по-малки и необезпокоявани острови. Около островите присъстват няколко вида китоподобни: делфини, косатки, кашалоти и Globicephala.
Екорегионът остава под относителна загадка. Учените фокусират изследванията си върху морската среда, докато екологията на земната среда остава относително неизвестна.

## История
Данните сочат, че островите са били обитавани по различни времена в историята от китайски и виетнамски рибари, а през Втората световна война от части на Френски Индокитай и Японската империя. Въпреки това, няма данни за големи поселения на островите до 1956 г., когато филипинецът Томас Клома решава да завземе част от Спратли за себе си.
Доказателствата за присъствие на хора в региона датира от преди 50 000 г. в пещерите на Палаван. Затова е трудно да се определи, когато за пръв път хората стъпват на Спратли. Между 600 и 3 г. пр.н.е. има миграция от изток на запад на членове от мореплавателната култура Сахюин. Възможно е те да са минали през Спратли по пътя си към Виетнам.
В труд на Чжао Жугуа от времето на династията Сун са дадени имената „Пясъчно протежение от хиляда ли“ (千里長沙) и „Каменни легла от 10 хиляди ли“ (萬里石塘), които са интерпретирани от някои изследователи като съответно островите Парасел и Спратли. Спратли са били изследвани от династията Юен и е възможно те да са считали островите за влизащи в границите им.
Виетнамското правителство провежда няколко географски изследвания на островите през 17 век. Виетнамска карта от 1834 г. комбинира Спратли и Парасел в един регион. Макар Китай и Виетнам едновременно да твърдят, че владеят тези територии, никоя страна не осъзнава, че съседът ѝ също име претенции.
Ранна европейска карта на Уилям Хърбърт от 1758 г. изобразява празно място там, където е архипелага Спратли, макар да са маркирани някои острови от западната му част. Първата карта, даваща относително точно очертание на Спратли е публикувана едва през 1821 г. от хидрографа Джеймс Хорсбърг. Островите са спорадично посещавани през 19 и 20 век от мореплаватели на различни европейски сили (включително Ричард Спратли, на когото е кръстен архипелага, който посещава островите през 1840-те години с китоловния си кораб Cyrus). Все пак, тези държави проявяват минимален интерес към островите. През 1883 г. немски лодки проучват Спратли и Парасел, но накрая се изтеглят след протести от страна на управата на Гуандун, представляваща династията Цин. Китай изпраща военноморски сили през 1902 и 1907 г., които поставят знамена и обозначения на островите.
През 1933 г. Франция предявява претенции към Спратли и Парасел от името на тогавашната ѝ колония Виетнам. Окупира ред острови и построява две метеорологични станции, които да администрира като част от Френски Индокитай. На тази окупация се противопоставя Китай, тъй като Франция признава, че е намерила китайски рибари на островите, когато френските военни кораби посещават девет от островите. През 1939 г. Япония окупира някои от островите и ги използва като бази за подводници, действащи в Югоизточна Азия. По време на японската окупация островите се наричат Шинан Шото (新南諸島), което буквално ще рече „Нови Южни острови“ и заедно с островите Парасел са поставени под японската колониална власт в Тайван.
Япония окупира Парасел и Спратли от февруари 1939 г. до август 1945 г. След това те попадат под властта на Китай, тъй като Съюзниците възлагат на Китай да получи всички японски владения в този регион, но изричен наследник така и не бива упоменат.
През 1971 г. Филипините изявяват претенции към Спратли, след като тайвански сили нападат и застрелват филипински рибар на Иту Аба.
През 1958 г. Китай издава декларация, определяща териториалните му води около Спратли. Министър-председателя на Северен Виетнам, Фам Ван Донг, изпраща официално съобщение до Чжоу Енлай, заявяващо, че Северен Виетнам признава китайското решение относно 22-километровото ограничение на териториалните води. И докато признава териториалните води, писмото не адресира проблема със същинските териториални граници. Северен Виетнам признава китайските претенции за Парасел и Спратли по време на Виетнамската война, тъй като Китай е мощен съюзник.
През 1988 г. обаче виетнамските и китайските ВМС влизат в схватка близо до рифа Йонгшу.
При президент Ли Денхуей, Тайван обявява, че „законово, исторически и географски“ цялото Южнокитайско море и островите Спратли са територия на Тайван и осъжда действията на Малайзия и Филипините на островите през 1999 г. Исканията на Китай и на Тайван относно островите са „огледални“ и двете страни си кооперират в международните преговори, тъй като имат едни и същи искания.
Не е ясно дали Франция все още претенции към островите след Втората световна война, тъй като никой от островите, освен Иту Аба, не е обитаем. Освен това те губят Първата индокитайска война, което слага край на господството им в региона.
През 1999 г. филипински военно морски кораб (BRP Sierra Madre) нарочно се удря в плитчина, за да може да се установи преден пост. Към 2014 г. корабът не е премахнат, а филипински морски пехотинци са стационирани на борда му.
През май 2011 г. китайски патрулиращи лодки нападат два виетнамски кораба, изследващи нефтените находища около Спратли. През същия месец китайски военни кораби откриват огън по виетнамски рибарски кораби. Тези инциденти, включващи китайските военни сили, разпалват масови протести във Виетнам, особено в Ханой и Хошимин. През юли 2012 г. Националното събрание на Виетнам приема закон, според който се обозначават виетнамските морски граници, включващи Спратли и Парасел.
На 16 април 2015 г. става ясно, че Китай строи самолетна писта на рифа Фиъри Крос в южната част на архипелага. Пистата, дълга над 3 km, покрива значителна част от острова и на нея се гледа като на възможна стратегическа заплаха за другите държави с претенции към островите като Виетнам и Филипините.

## Галерия
- Heliotropium foertherianum на остров Спратли.
- Виетнамчета на остров Спратли.
- Военно гробище за виетнамски войници на рифа Сентръл Лондон.
- Изглед от Амбойна.
- Рифът Пиърсън под виетнамска админситрация.
- Възушна снимка на Иту Аба.